# .my
.myは国別コードトップレベルドメイン（ccTLD）の一つで、マレーシアに割り当てられている。現在はMalaysia Network Information Centre (MYNIC)が登録、課金、システム管理、ポリシー決定等の業務を行っている。MYNICは、2006年5月24日に民営化される以前は、政府の研究機関であるMIMOS Berhadの一部門であった。

## ドメイン

### ドメイン名の慣習
.myへの登録は、セカンドレベルドメインの下のサードレベルに登録されるが、近年、セカンドレベルに直接登録できるようにもなった。従って、.myドメインの構造は以下のようになる。
- www.example.my、
- www.example.edu.my　または
- example-name.net.my

### セカンドレベルドメイン
- .com.my, 商業機関
- .net.my, ネットワーク機関
- .org.my, その他の機関
- .gov.my, マレーシア政府機関
- .edu.my, マレーシアの教育機関
- .sch.my, マレーシアの学校
- .mil.my, マレーシア軍
- .name.my, マレーシアの個人

.name.myのサブドメインは個人用のものであり、それ以外は全て企業や組織の登録に限定される。

### サードレベルドメイン
ドメイン名は、ローマ字であれば、英語、マレー語、ピン音、タミル語等で無料で登録できる。しかし、MYNICは以下のような特定の単語の使用を制限している。
- "Malaysia"、"Melaka"や"Johore"のような、国や州や有名な地名は、当局及び当局に認められた個人しか登録できない。
- "Islam"、"Buddha"、"Hindu"、"Christianity"等、マレーシアの主な宗教と関係の深い言葉。
- 「猥褻、醜聞、攻撃的、マレーシアの法に背く」ような言葉。
- 金融大臣の認可を受けた者、"Banking and Financial Institutions Act 1989"の15条で規定された者以外は、"Bank"、"finance company"やこれに類する言葉を使えない。